# Katalin Kováts
Katalin Kováts (Budapest, 16 d'octubre de 1957) és una esperantista, pedagoga i lingüista hongaresa coneguda per la seva contribució a la difusió i ensenyament de l'esperanto. És editora del portal edukado.net, dedicat a la formació d'ensenyants d'esperanto, i és responsable dels exàmens KER d'esperanto en nom de l'Associació Universal d'Esperanto (UEA).
Va ser escollida Esperantista de l'Any el 2010 per la seva tasca en la promoció de l'ensenyament professional de l'esperanto i per la seva contribució a la implementació dels exàmens segons el Marc Comú Europeu de Referència per a les llengües (MCER). També va ser membre de l'Acadèmia d'Esperanto (2007-2022).
Kováts és coneguda per haver fundat i gestionat el projecte Ekparolu! per ajudar els nous parlants d'esperanto a practicar l'idioma. A més, ha estat guardonada amb diversos premis per la seva trajectòria, incloent-hi el Premi Ada Fighiera-Sikorska (2009) i el Premi Deguĉi (2018) per la seva dedicació a l'ensenyament de l'esperanto.